# 21751 Jennytaylor
21751 Jennytaylor è un asteroide della fascia principale. Scoperto nel 1999, presenta un'orbita caratterizzata da un semiasse maggiore pari a 2,3772998 UA e da un'eccentricità di 0,1410566, inclinata di 1,52930° rispetto all'eclittica.